# Megastes
Megastes is een geslacht van vlinders uit de familie van de grasmotten (Crambidae), uit de onderfamilie van de Spilomelinae. De wetenschappelijke naam van dit geslacht is voor het eerst voorgesteld door Achille Guenée in een publicatie uit 1854. De soorten binnen dit geslacht komen in Midden- en Zuid-Amerika voor.

## Soorten
- Megastes australis Munroe, 1963
- Megastes brunnealis Hampson, 1913
- Megastes brunnettalis (Dyar, 1912)
- Megastes erythrostolalis Hampson, 1918
- Megastes grandalis Guenée, 1854
- Megastes major Munroe, 1959
- Megastes meridionalis Hampson, 1913
- Megastes olivalis Schaus, 1924
- Megastes praxiteles Druce, 1895
- Megastes pusialis Snellen, 1875
- Megastes rhexialis (Walker, 1859)
- Megastes romula Dyar, 1916
- Megastes rosinalis (Guenée, 1854)
- Megastes septentrionis Hampson, 1913
- Megastes spilosoma (C. Felder, R. Felder & Rogenhofer, 1875)
- Megastes zarbinalis Schaus, 1934